# Full motion video

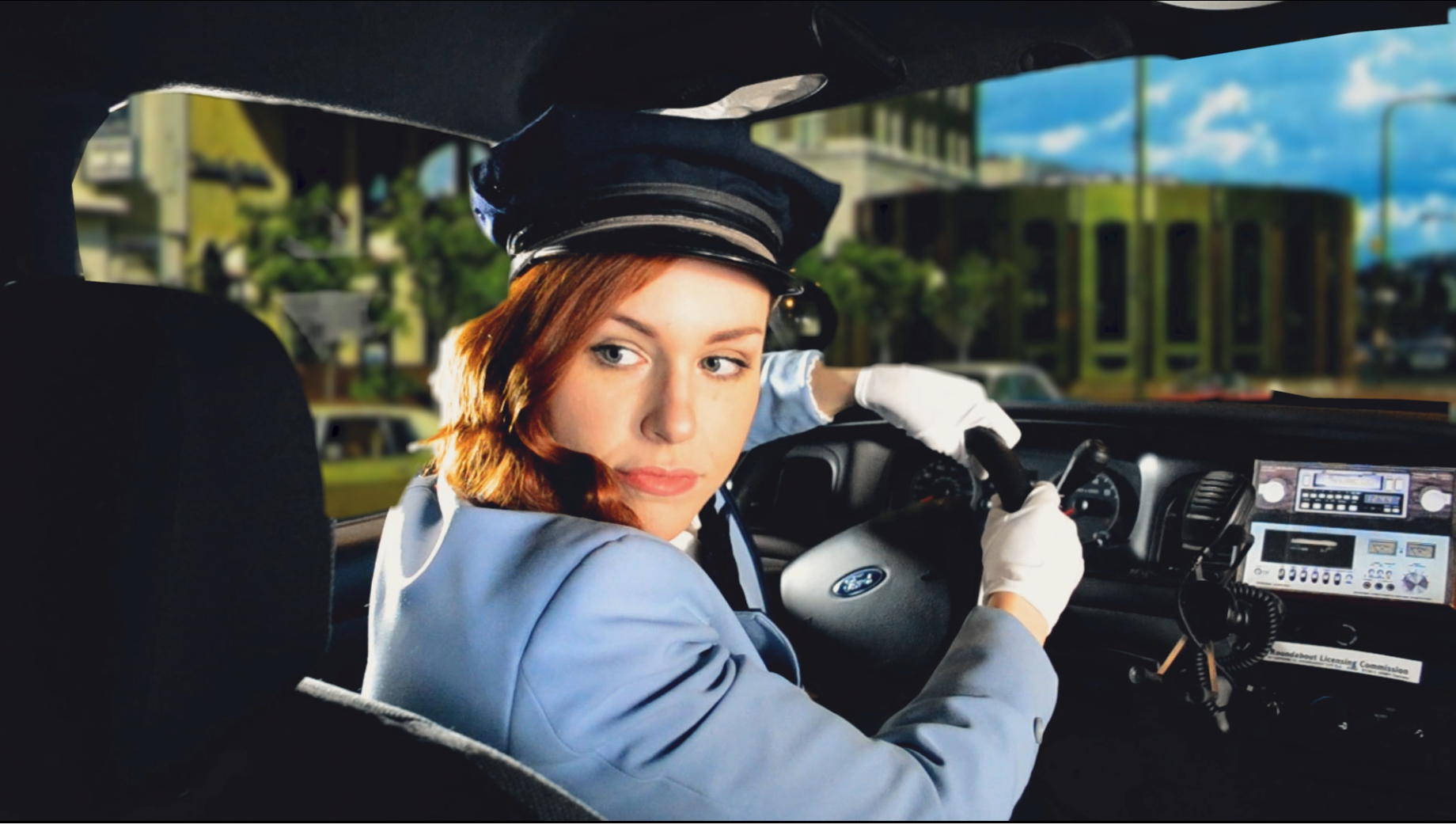
Captura de ecrã de uma cutscene (FMV), do jogo Roundabout (2014).

Um full motion video (FMV) é uma técnica de narração nos videojogos que se apoia em ficheiros de vídeo previamente gravados (ao invés de sprites, vectores, ou modelos 3D) para mostrar a acção no jogo. Enquanto muitos jogos usam FMVs para dar informação durante as cutscenes, os jogos que são apresentados primariamente através de FMVs são referidos como jogos em full-motion video ou filmes interactivos.